# Paracladius omolonus
Paracladius omolonus är en tvåvingeart som beskrevs av Makarchenko 2006. Paracladius omolonus ingår i släktet Paracladius och familjen fjädermyggor. Inga underarter finns listade i Catalogue of Life.